# Novoselîțea, Ciornobai
Novoselîțea (în ucraineană Новоселиця) este un sat în comuna Lukașivka din raionul Ciornobai, regiunea Cerkasî, Ucraina.

## Demografie
Componența lingvistică a localității Novoselîțea
     Ucraineană (99,58%)
     Alte limbi (0,42%)
Conform recensământului din 2001, majoritatea populației localității Novoselîțea era vorbitoare de ucraineană (99,58%), existând în minoritate și vorbitori de alte limbi.